# Мировое (Донецкая область)
Первомайское (укр. Первомайське) — село на Украине, находится в Добропольском районе Донецкой области.

## История
В 1945 году постановлением Сталинского облисполкома хутор Фидлерово Благодатского сельсовета Андреевского района переименован в Красную Звезду (укр. Червону Зирку).
В 10 апреля 2024 года Комитет Верховной Рады Украины по организации государственной власти, местного самоуправления, регионального развития и градостроительства поддержал переименование села в Мировое.

## Происхождение названия
Село было названо в честь праздника весны и труда Первомая, отмечаемого в различных странах 1 мая; в СССР он назывался Международным днём солидарности трудящихся.
На территории Украинской ССР имелись 50 населённых населённых пунктов с названием Першотравневое и 27 — с названием Первомайское.
В Донецкой области в границах 2014 г. находятся семь одноимённых населённых пунктов, в том числе два — в Тельмановском районе: село Первомайское к востоку от Тельманова, село Первомайское к западу от Мичурина; сёла Первомайское в Добропольском районе; Первомайское в Никольском районе; Первомайское в Новоазовском районе; Первомайское в Ясиноватском районе; посёлок Первомайское Снежнянского городского совета.

## Население
Население по переписи 2001 года составляет 435 человек. Почтовый индекс — 85017. Телефонный код — 6277.

## Адрес местного совета
85017, Донецкая область, Добропольский р-н, с. Нововодяное, ул. Донецкая, 1